# Sifaka
Sifaka (množina »sifake«) so rod iz družine lemurjev v redu prvakov. Njihovo ime je onomatopeja (neposredno izgovorjeno) njihovih značilnih klicev za alarm "si-fak". Kot vse lemurje, jih najdemo le na otoku Madagaskar. Vse vrste sifak so ogrožene, od ranljivih do skrajno ogroženih vrst.
Sifake so srednje veliki lemurji z dolžino glave in telesa 40-55 centimetrov in težo od 3 do 6 kilogramov. Njihov rep je ravno tako dolg kot telo, kar jih razlikuje od ostalih lemurjev. Njihovo krzno je dolgo in svilnato, barva pa se med posameznimi vrstami spreminja od rumenkasto bele do črno rjave. Okrogel obraz brez dlake je vedno črn. Kot pri vseh lemurjih ima tudi sifaka posebne prilagoditve za negovanje, vključno z WC-krempljem na svojem drugem nožnem prstu in zobnim glavnikom.
Sifake se premikajo z oklepanjem in skakanjem, pri čemer so vedno obrnjeni z glavo navzgor, ko skačejo z debla na deblo in se premikajo med vejami. So vešči plezalci in močni skakalci; zmožni so skočiti celo do 10m z enega drevesa na drugega. Pri skoku se jim pod pazduho razpne kožna mrena. Na tleh se gibljejo tako kot vsi lemurji z dvonožnim odskakovanjem vstran z zadnjimi nogami, svoje prednje okončine pa dvignejo za ravnotežje. Sifake so dnevne in drevesne živali.
Sifake so rastlinojedi, jedo liste, cvetove in sadeže. Kadar ne iščejo hrane, preživijo dobršen del dneva s sončenjem, raztegneni na vejah. Sifake žive v večjih skupinah kot drugi lemurji (do 13 živali). Vodja skupine je navadno samica. Imajo natančno določeno ozemlje, ki ga zaznamujejo z izločki iz vonjalne žleze. Robovi ozemelj različnih skupin se lahko prekrivajo. Čeprav branijo svoje ozemlje pred invazijo drugih svoje vrste, lahko mirno soobstajajo z drugimi vrstami lemurjev, kot so rdečetrebušni lemur in navadni rjavi lemur. Uspešne invazije v ozemlje sosednje skupine lahko privedejo do smrti pri moških članih skupine, prevzema skupine in detomora.
4-5 mesečno obdobje nosečnosti se konča s kotitvijo enega potomca v juliju. Mladič se trdno drži materinega trebuha, ko je še majhen, kasneje pa ga mati nosi na hrbtu. Mladi se dojijo do približno šestega meseca, polno zrelost pa dosežejo v starosti od dveh do treh let. Pričakovana življenjska doba sifak je do 18 let.
Različne oblike nog v rodu sifak
- P. coquereli
- P. diadema
- P. candidus
- P. edwardsi